# Acomys nesiotes
Acomys nesiotes és una espècie de mamífer rosegador de la família dels múrids. És endèmic de Xipre. El seu hàbitat natural són les zones rocoses. Es desconeix si hi ha cap amenaça significativa per a la supervivència d'aquesta espècie, però podria estar amenaçada per la destrucció del seu medi i la competència amb la rata negra.